# Lista de concelhos por data de criação
Lista de concelhos por data de criação
Esta é uma lista de concelhos portugueses ordenadas pela data de criação.

## Primeira Dinastia

### D. Afonso Henriques
| Brasão | Concelho  | Data de criação do concelho |
|        | Sintra    | 1154                        |
|        | Alverca   | 1160                        |
|        | Alcanede  | 1163                        |
|        | Alcoentre | 1174                        |
|        | Lisboa    | 1179                        |
|        | Palmela   | 1185                        |

### D. Sancho I
| Brasão | Concelho   | Data de criação do concelho |
|        | Alvorninha | 1210                        |

## Segunda Dinastia

### D. Manuel I
| Brasão | Concelho | Data de criação do concelho | Concelho de origem |
|        | Pernes   | 1514                        |                    |
|        | Barreiro | 1521                        | Ribatejo           |

## Monarquia Constitucional
| Brasão | Concelho               | Data de criação do concelho | Concelho de origem |
|        | Vila Nova de Famalicão | 1835                        | Barcelos           |

### 1836
| Brasão | Concelho               | Data de criação do concelho | Concelho de origem        |
|        | Marinha Grande         | 1836                        |                           |
|        | Oliveira de Frades     | 1836                        | Lafões                    |
|        | Paços de Ferreira      | 1836                        | Sobrosa                   |
|        | Paredes                | 1836                        | Aguiar de Sousa e Sobrosa |
|        | Rio Maior              | 6 de Novembro de 1836       | Santarém                  |
|        | Valongo                | 1836                        |                           |
|        | Vila Nova da Barquinha | 1836                        | Atalaia                   |

### Segunda Metade doSéculo XIX
| Brasão | Concelho                | Data de criação do concelho | Concelho de origem      |
|        | Santa Maria de Belém    | 1852                        |                         |
|        | Santa Maria dos Olivais | 1852                        |                         |
|        | Loures                  | 26 de Julho de 1886         | Santa Maria dos Olivais |
|        | Seixal                  | 1898                        | Barreiro e Almada       |

### Século XX
| Brasão | Concelho   | Data de criação do concelho | Concelho de origem |
|        | Matosinhos | 6 de Maio de 1909           |                    |

## I República
| Brasão | Concelho  | Data de criação do concelho | Concelho(s) de origem   |
|        | Nazaré    | 1912                        | Pederneira              |
|        | Alpiarça  | 2 de Abril de 1914          | Almeirim                |
|        | Alcanena  | 1914                        | Santarém e Torres Novas |
|        | Bombarral | 1914                        | Óbidos                  |

## Ditadura Militar
| Brasão | Concelho            | Data de criação do concelho | Concelho de origem  |
|        | São João da Madeira | 11 de Outubro de 1926       | Oliveira de Azeméis |

## Estado Novo
| Brasão | Concelho      | Data de criação do concelho | Concelho de origem     |
|        | Entroncamento | 24 de Novembro de 1945      | Vila Nova da Barquinha |
|        | Vendas Novas  | 7 de Setembro de 1962       | Montemor-o-Novo        |

## III República

### Década de 70
| Brasão | Concelho | Data de criação do concelho | Concelho de origem |
|        | Amadora  | 11 de Setembro de 1979      | Oeiras             |

### Década de 90
| Brasão | Concelho | Data de criação do concelho | Concelho de origem |
|        | Odivelas | 19 de Novembro de 1998      | Loures             |
|        | Trofa    | 19 de Novembro de 1998      | Santo Tirso        |
|        | Vizela   | 19 de Novembro de 1998      | Guimarães          |